# Peledouï (commune urbaine)
Ne doit pas être confondu avec Peledouï.
Peledouï (en russe : Пеледуй) est une commune urbaine de la République de Sakha, en Russie.